# 馬君武
馬 君武（ば くんぶ）は、中華民国の政治家・教育家・工学者。中国同盟会に属した革命派人士。北京政府で要職に就き、国民政府時代には、新広西派の一員と目された。旧名は道凝、後に和と改名したが、一般には字の君武で知られる。字は他に厚山。本貫は湖北省武昌府蒲圻県（現在の湖北省咸寧市赤壁市）。

## 事績

### 中国同盟会での活動
地方官吏の家庭に生まれる。1899年（光緒25年）に広西体用学堂に入学した。1900年（光緒26年）、広州へ向かい、フランスの教会が運営する丕崇学院でフランス語を学んだ。
同年7月、シンガポールへ渡り、康有為と会見する機会を得て、変法運動に加わる。後に帰国して、唐才常の自立軍に加わったが、敗北して上海に逃れる。そこで震旦学院で引き続きフランス語を学び、ジュール・ミシュレの『フランス革命史』を翻訳した。
1901年（光緒27年）冬、日本へ渡り、梁啓超と対面したほか、宮崎民蔵・寅蔵（滔天）兄弟とも知り合っている。1902年（光緒28年）には、宮部民蔵の紹介により、孫文（孫中山）とも会った。これ以降、馬君武は、革命派の路線を進むようになり、馮自由・劉成禺らとともに革命宣伝に努めるようになる。1903年（光緒29年）秋、京都帝国大学で工芸科学を学ぶ。1905年（光緒31年）の中国同盟会結成に際しては、黄興・陳天華らとともに章程の作成に携わり、結成後は執行部書記となっている。
1906年（光緒32年）夏、馬君武は大学を卒業して帰国し、上海の中国公学で総教習兼理化教授となった。まもなく、両江総督端方から指名手配されるようになったため、ドイツへ留学する。ベルリン工芸大学で冶金を学び、工学士として卒業した。

### 北京政府期の活動

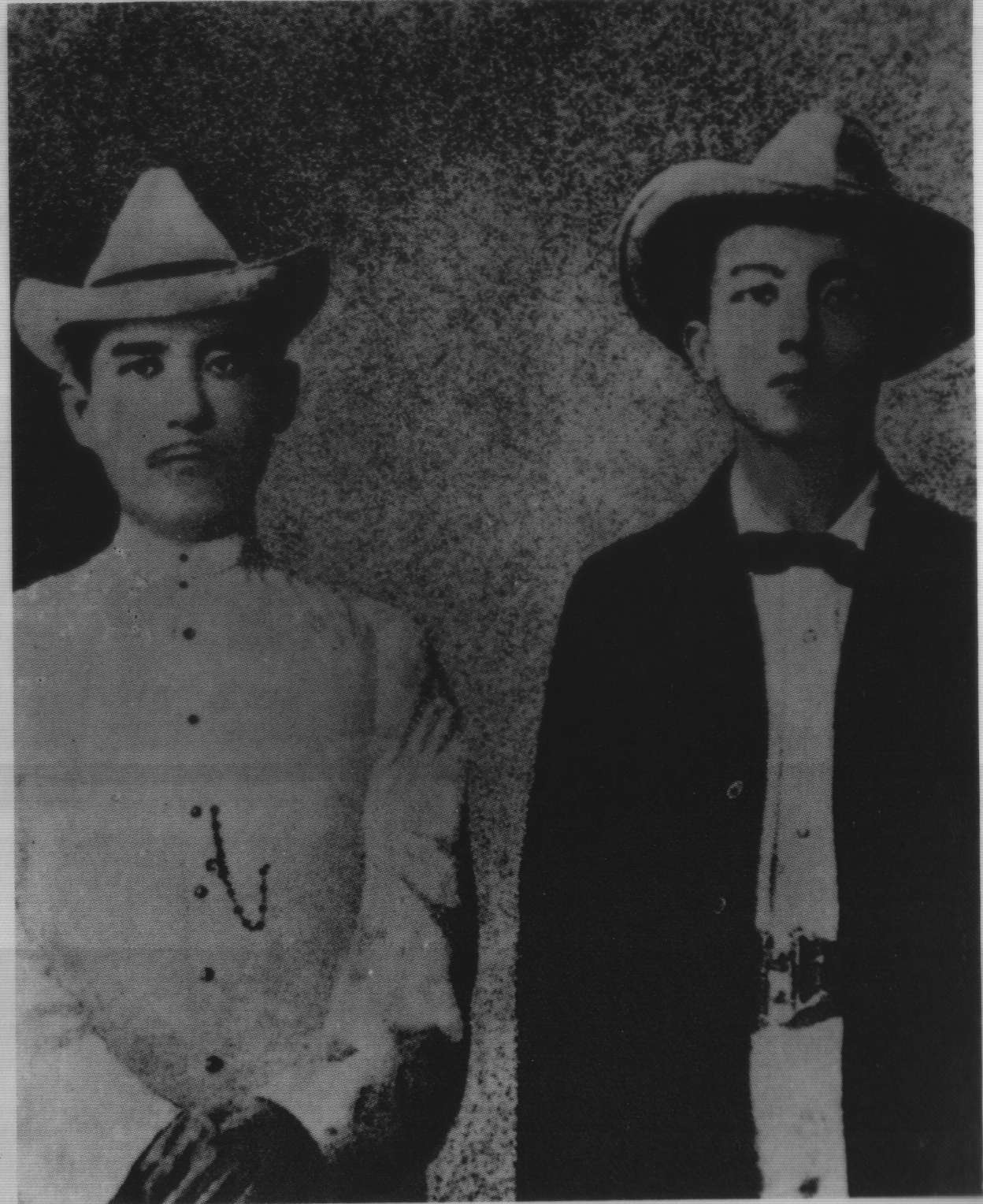
馬君武（右）。1905年、東京で孫文と

辛亥革命勃発直後の1911年（宣統3年）11月に帰国し、上海に到着した。馬君武は臨時政府組織大綱の起草に参加している。南京臨時国民政府が成立すると、実業部次長として部務を代理した。さらに臨時約法の起草にも参与している。袁世凱が孫文に代わって臨時大総統となると、馬君武は辞任し、中国鉄路公司秘書長に転じた。
1913年（民国2年）、参議院議員に選出されている。二次革命（第二革命）で孫文らが敗北すると、馬君武は再びドイツに向かう。ベルリン大学研究院などで引き続き研究を続け、工学博士の学位を取得した。袁世凱死後の1916年（民国5年）に帰国し、参議院議員に復帰した。
1917年（民国6年）7月、孫文が護法運動を開始すると、馬君武も南下してこれに参与する。大元帥府秘書・護法軍政府代理交通総長をつとめた。1921年（民国10年）4月、孫文が非常大総統に就任すると、馬君武は総統府秘書長に任じられている。7月には、広西省長に任命され、省政改革に取り組んでいる。しかし1924年（民国13年）1月、中国国民党第1回全国代表大会の際には、馬君武は章炳麟・馮自由らに追随して、三大政策に反対した。
同年11月、上海大夏大学校長となる。1925年（民国14年）4月には、北京工業大学校長に転じた。12月末に、臨時執政段祺瑞から北京政府の司法総長に任ぜられ、1926年（民国15年）1月に就任宣誓を行った。しかし、国民党からこれを党紀違反とみなされ、除名処分を受けた。1927年（民国16年）3月、教育総長に転じたが、今度は工業大学学生から反発を買ってしまう。結局、極めて短期間で辞任し、上海大夏大学校長の職に復帰した。

### 国民政府期の活動

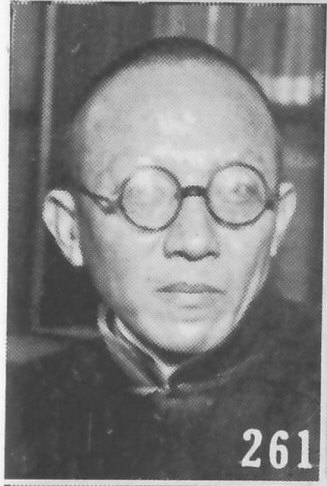
晩年期の馬君武（『最新支那要人伝』1941年）

1927年（民国16年）、広西省政府主席黄紹竑の招聘を受けて広西省に戻る。馬君武は梧州で広西大学を創設した。その後、中国公学校長、広西大学校長をつとめる。新広西派・西南派の一員として、西南政務委員会常務委員、広西省政府委員、広西修志局総纂なども歴任した。広西大学校長としては、研究機関の拡充、教育水準の向上に努め、成果もあげた。
しかし1936年（民国25年）、学生に軍事訓練を施す方針が含まれていた、李宗仁・白崇禧などが推進する「三自三寓」政策に反対したため、馬君武は校長から罷免されてしまう。それでも日中戦争（抗日戦争）勃発後は、最高国防会議参議・広西省政府高等顧問として復帰した。1939年（民国28年）、国立に改組された広西大学校長にも返り咲いている。
1940年（民国29年）8月1日、胃病がもとで桂林にて病没。享年60（満59歳）。